# Al-Kurajz
Al-Kurajz (arab. الكريز) – miejscowość w Syrii, w muhafazie Idlib. W 2004 roku liczyła 1524 mieszkańców.